# متغیرهای رشته‌ای کوتاه
در برنامه‌نویسی کامپیوتری یک عدد صحیح کوتاه به‌صورت یک داده است که می‌تواند عدد صحیح را به‌صورت رشته‌ای ذخیره‌سازی کند و در انتها همان عدد را به‌صورت صحیح نمایش دهد، درصورتی که فضای کمتری را نسبت‌به عدد صحیح اصلی بر روی همان محل ذخیره‌سازی، اشغال می‌کند.
متغیرهای تعریف شده برای یک عدد صحیح در هر زبان برنامه‌نویسی ممکن است متفاوت باشد و تغییر کند و همچننین این امر برای حجم ذخیره‌سازی متفاوت می‌باشد. در برخی زبانها متغیرهایی تعریف شده‌اند که در تمامی‌زبانهای دیگر این رشته‌ها حجم ثابتی داشته باشند، در حالی که ممکن است برخی رشته‌ها در برخی زبانها متفاوت باشند یا در برخی زبانها این نوع داده اصلا وجود نداشته باشد.
در زبان برنامه‌نویسی سی، این نوع متغیر به صورت کوتاه استفاده می‌شود. معمولاً حداقل ۱۶ بیت برای ذخیره‌سازی لازم دار و بیشتر به علت حجم پایین به صورت یک عدد صحیح کوچک‌تر از استاندارد ذخیره می‌گردد، در صورتی که این نوع حجم مناسب نیست و مورد نیاز نمی‌باشد.

## اندازه‌های متداول
| زبان برنامه‌نویسی                    | پلتفرمها       | نام نوع‌داده‌ها    | علامت      | ذخیره‌سازی به بایت | کمترین ارزش | بیشترین ارزش |
| ----------------------------------- | -------------- | ---------------- | ---------- | ----------------- | ----------- | ------------ |
| (سی) زبان برنامه نویسی و سی‌پلاس‌پلاس | اجرای معمولی   | کوتاه            | علامت‌دار   | ۲                 | −۳۲٬۷۶۸     | ۳۲٬۷۶۷       |
| (سی) زبان برنامه نویسی و سی‌پلاس‌پلاس | اجرای معمولی   | بدون علامت کوتاه | بدون علامت | ۲                 | ۰           | ۶۵٬۵۳۵       |
| سی‌شارپ (زبان برنامه‌نویسی)           | .NET Framework | کوتاه            | علامت‌دار   | ۲                 | −۳۲٬۷۶۸     | ۳۲٬۷۶۷       |
| سی‌شارپ (زبان برنامه‌نویسی)           | .NET Framework | بدون علامت کوتاه | بدون علامت | ۲                 | ۰           | ۶۵٬۵۳۵       |
| جاوا                                | سکوی جاوا      | کوتاه            | علامت‌دار   | ۲                 | −۳۲٬۷۶۸     | ۳۲٬۷۶۷       |